# ناروتو: مجلس النينجا (سلسلة)
ناروتو: مجلس النينجا المعروفة في اليابان باسم ناروتو: سايكو نينجا دايكسشو (باليابانية:ＮＡＲＵＴＯ－ナルト- 最強忍者大結集) هي سلسلة ألعاب أكشن للمسلسل المشهور ناروتو. طُورت الألعاب بواسطة أسبكت ونُشرت بواسطة تومي.

## جيم بوي أدفانس

### ناروتو: مجلس النينجا
ناروتو: مجلس النينجا (معروفة باسم ناروتو: نينجتسو زنكاي! سايكو نينجا دايكسشو (ＮＡＲＵＴＯ－ナルト- 忍術全開! 最強忍者大結集 ترجمة: نينجتسو الخنق الكامل! المجلس العظيم من أقوى النينجا) في اليابان) هي الإصدار الأول من سلسلة مجلس النينجا (Ninga Council). إنها لعبة أكشن لجيم بوي أدفانس. هناك لفائف تستطيع الشخصيات منها الحصول على قدرات حركية مقابل التشاكرا (الطاقة)، التي يمكن استخدامها في تحطيم الجدران وعمل الزوابع. تدور أحداث اللعبة من التقاء زابوزا حتى اختبار الشونين. لدى اللاعبون الفرصة لمواجهة أوروتشيمارو. الشخصيات المتاحة هي ناروتو وساسوكي مع القدرة على إتاحة كاكاشي.

### ناروتو: مجلس النينجا 2
ناروتو: مجلس النينجا 2 (معروفة باسم ناروتو: سايكو نينجا دايكسشو (ＮＡＲＵＴＯ－ナルト- 最強忍者大結集2 ترجمة: المجلس العظيم من أقوى النينجا 2) في اليابان) هي الإصدار الثاني من سلسلة مجلس النينجا لجيم بوي أدفانس. أُصدرت اللعبة في اليابان في 29 أبريل 2004 بينما أُصدرت في الولايات المتحدة وأمريكا الشمالية في 4 أكتوبر 2006.
تدور أحداث اللعبة من الموسم الثاني حتى الموسم الثالث للمسلسل، لكن مع تغييرات طفيفة، مثل المعارك المكررة مع دوسو كينوتا وزاكو أبومي وكابوتو ياكوشي وأوروتشيمارو، وأيضًا المناطق التي لم تظهر في الأنمي. لديها خاصية اللعب المزدوج للاعب الواحد وأيضًا مبارزة بها أربع شخصيات. مع ذلك، اللعبة لديها عينات صوت من فريق العمل، هذه اللعبة ليست كذلك. في هذا الإصدار، الشخصيات المتاحة هي ناروتو وساسوكي وساكورا وكاكاشي وشيكامارو وتشوجي وكيبا وشينو (شخصيات دعم)؛ مع إمكانية إتاحة الهوكاجي الثالث وروك لي (شخصيات دعم).

## نينتيندو دي إس

### ناروتو: مجلس النينجا 2 النسخة الأوروبية
ناروتو: مجلس النينجا 2 النسخة الأوروبية  (ＮＡＲＵＴＯ－ナルト- 最強忍者大結集3 for DS ناروتو: سايكو نينجا دايكسشو 3 فور دي إس، يعني. ناروتو: المجلس العظيم من أقوى النينجا 3 لدي إس) هي الإصدار الثالث للسلسلة. أُصدرت في اليابان في 21 أبريل 2005، وفي أوروبا 3 أكتوبر 2008.
يعتمد نظام اللعب والحركة على خاصية اللمس. هناك مراحل مستقلة في هذه اللعبة مثل أول لعبتين في السلسلة. تدور أحداث اللعبة من قصة هروب ساسوكي حتى معركة ساسوكي وناروتو، مع إضافة معركة أخيرة مع أوروتشيمارو. نينجا الصوت الأربعة موجودن أيضًا في هذه اللعبة، لكن كيميمارو موجود فقط في مهمة متوسطة في المهام الإضافية.

### ناروتو: مجلس النينجا 3
ناروتو: مجلس النينجا 3  (ＮＡＲＵＴＯ－ナルト- 最強忍者大結集4 DS   ناروتو: سايكو نينجا دايكسشو 4 ، يعني. ناروتو: المجلس العظيم من أقوى النينجا 4 دي إس) هي الإصدار الرابع من من السلسلة لجهاز نينتندو دي إس. أُصدرت في اليابان في 27 أبريل 2006، وفي الولايات المتحدة 22 مايو 2007، وفي أوروبا في 5 أكتوبر 2007، وفي كوريا في 3 مايو 2007.
لدى هذه اللعبة نظام لعب مشابه للعبتين الأخريتين في السلسلة. تأخذ المهمات مكانًا على خريطة صغيرة. شاشة اللمس تخدم كخريطة ومكانًا لعمل تقنيات مختلفة. الحيوانات والنينجا هم منافسوك القياسيين في اللعبة. في المهمات الرئيسية، عليك محاربة الزعماء الخصوم من المسلسل، من بينهم إينو. أثناء المهمات، على اللاعبين هزيمة الخصوم تحت ظروف مختلفة.
لاحظ أن في النسخة الأوروبية، إيتاتشي أوتشيها و كيسامي هوشكاغي و نينجا الصوت الأربعة و تسونادي ليسوا موجودين، بينما في النسخة اليابانية يوجد كيميمارو و نينجا الصوت الأربعة و ساسوكي بحالاتهم الثانية (التحول) وأيضًا ناروتو ذو الذيول، لكن قدرات نينجا الصوت الأربعة ليست متاحة في النسخة الإنجليزية.

### ناروتو شيبودن: مجلس النينجا 4
ناروتو شيبودن: مجلس النينجا 4  (ＮＡＲＵＴＯ－ナルト- 疾風伝 最強忍者大結集5 決戦!“暁  ناروتو شيبودن: سايكو نينجا دايكسشو 5 كايسن! "أكاتسوكي" ، تعني. المجلس العظيم من أقوى النينجا 5 المعركة الحاسمة "أكاتسوكي") هي الإصدار الخامس من سلسلة مجلس النينجا.
القصة الرئيسة للعبة هي قصة ناروتو شيبودن، إذن اللعبة أساسًا هي لعبة أكشن. قصة اللعبة تمزج ما رأيناه في عناوين سلسلة مجلس النينجا السابقة مع كل الشخصيات والأحداث. وتعيد إحساس المغامرة والإثارة إلى السلسلة. تقدم شركة تومي ما يصل إلى 17 شخصية متاحة، ونظام فريق ثلاثي، وشاشة لمس متفاعلة للأبطال والشخصيات الإضافية، مباريات لعب لاسلكية تصل إلى 4 لاعبين. أُصدرت في اليابان في 19 يوليو 2007، وفي الولايات المتحدة في 2 يونيو 2009، وأُصدرت في أوروبا باسم ناروتو شيبودن: مجلس النينجا 3 النسخة الأوروبية في 18 سبتمبر 2009. الشخصيات المتاحة هي ناروتو وساكورا وكاكاشي وروك لي ونيجي بينما تن تن وشيكامارو وتيماري وغارا وكانكرو وتسونادي وجيرايا وغاي وإيتاتشي وكيسامي وساسوري وديدرا شخصيات متاحة في نظام تعدد اللاعبين فقط، لكن في النسخة اليابانية غارا وتيماري وغاي وإيتاتشي وتن تن متاحون.

### ناروتو شيبودن: ناروتو ضد ساسوكي
ناروتو شيبودن: ناروتو ضد ساسوكي  (ＮＡＲＵＴＯ－ナルト- 疾風伝 最強忍者大結集 激突！！ナルトＶＳサスケ  ناروتو شيبودن: سايكو نينجا دايكسشو جيكيتوسو!! ناروتو في إس ساسوكي ، تعني. ناروتو شيبودن: مجلس أقوياء النينجا العظماء الصادمين!! ناروتو ضد ساسوكي) هي الإصدار السادس من سلسلة مجلس النينجا. أُصدرت في اليابان في 10 يوليو 2008، بينما أُصدرت في الولايات المتحدة في 12 نوفمبر 2010.
أشكال الشخصيات أصغر، لإعطاء مزيد من الحركة على الشاشة. معظم الحركات الخاصة لم تعد تستخدم شاشة اللمس. شاشة اللمس تتحكم بالتقنيات التامة الخاصة. تتضمن اللعبة شخصيات جديدة وهي ساسوكي و ساي. أُلغي اللعب اللاسلكي (الشبكي)، مع ذلك يوجد نظام النقاط العالية. يوجد أيضًا مهمات جانبية لإتاحة مزيد من الشخصيات. الشخصيات المتاحة هي ناروتو (3 و 4 ذيول) و ساكورا و ساي و ياماتو و كاكاشي و جيرايا و ساسوكي و روك لي و شيكامارو و نيجي و كيبا و إينو و هيناتا و شينو. الأشرار ليسوا موجودين في هذه اللعبة على عكس الألعاب السابقة.

### ناروتو شيبودن: قعقعة الشينوبي
ناروتو شيبودن: قعقعة الشينوبي  (ＮＡＲＵＴＯ－ナルト- 疾風伝　忍術全開!チャクラッシュ!!  ناروتو شيبودن: نينجتسو زنكاي! تشاكراش!!،  يعني. نينجتسو الخنق الكامل! تشا-اشتباك!!) هي الإصدار السابع من سلسلة مجلس النينجا. أُصدرت في اليابان في 22 أبريل 2010، وأُصدرت في الولايات المتحدة في 8 فبراير 2011. الشخصيات المتاحة هي ناروتو (الذيل الأول والذيل الرابع) و ساكورا و ساي وكاكاشي و شيكامارو و شيما و فوكاساكو و جيرايا (العادي ونظام الناسك) و أوروتشيمارو و ساسوكي (العادي والختمة المشؤومة) و سيغتسو هوزوكي و جوغو و كارين و ديدرا و إيتاتشي أوتشيها و كونان و باين.

## نينتيندو 3دي إس

### ناروتو شيبودن 3دي: العهد الجديد
ناروتو شيبودن 3دي: العهد الجديد  ( ナルト- 疾風伝 忍立体絵巻!最強忍界決戦!  ناروتو شيبودن: نين ريتاي إماكي سايكو نينكاي كيسين،  تعني. ناروتو شيبودن: أقوى معركة لأقوى شينوبي) هي الإصدار الثامن لسلسلة مجلس النينجا، والإنتاج الثلاثي الأبعاد الأول لجهاز نينتيندو 3دي إس. أُصدرت اللعبة في اليابان في 31 مارس 2011، وفي أوروبا في 17 يونيو 2011، وفي أستراليا في 7 يوليو 2011، بينما لم تُصدر اللعبة في الولايات المتحدة حتى الآن. تبدأ قصة اللعبة بتدريب ناروتو في جبل ميوبوكو. بعد إنهاء تمرينه يقوم كاكاشي هاتاكي باستدعاءه إلى قرية الورق، وعندما يصل يجد أن تسونادي قد ألغت الاتفاقية سوناغاكور والقرى المخفية على وشك أن يتحاربوا.